# Agaronia razetoi
Agaronia razetoi is een slakkensoort uit de familie van de Olividae. De wetenschappelijke naam van de soort is voor het eerst geldig gepubliceerd in 1992 door Terzer.